# Y2K美学

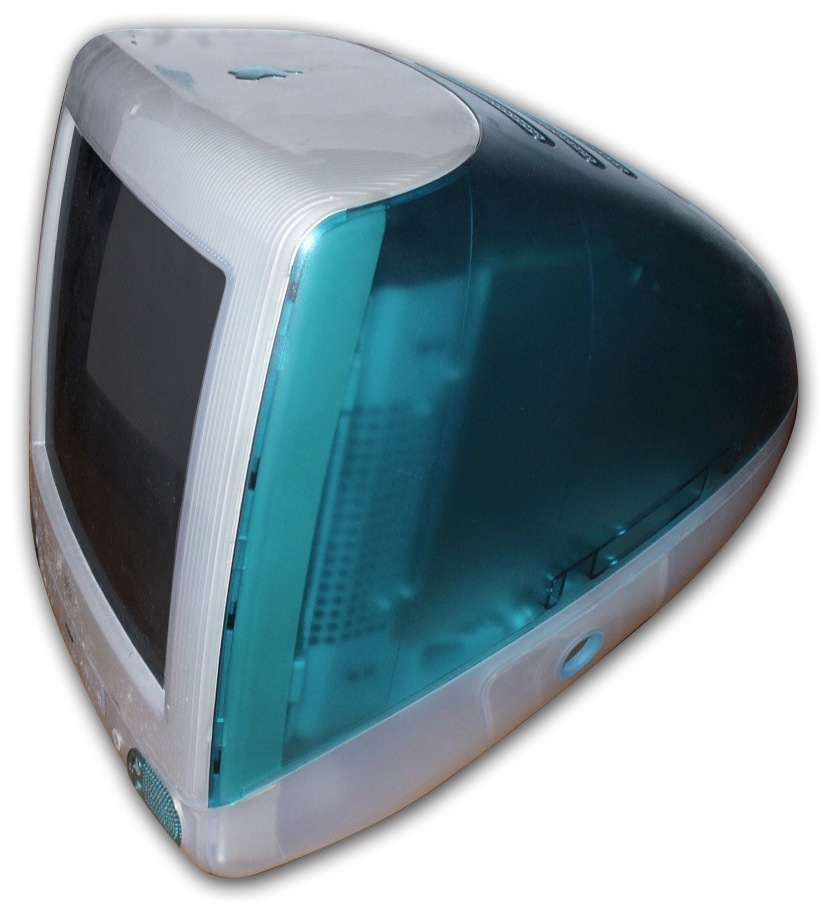
蘋果公司推出的 iMac G3，是 Y2K風格中常見「泡泡物件」設計的代表之一。

Y2K風格是一種源自1990年代末至2000年代初的網路美學，涵蓋當時的產品設計、流行風格與時尚潮流。名稱「Y2K」原本是由程式設計師大衛・艾迪（David Eddy）為「2000年問題」所提出的縮寫。Y2K風格的典型元素包括合成或金屬材質、充氣家具，以及網際網路泡沫時期的電腦介面設計。這種風格有時也會融入「McBling」風格的元素，兩者有時會被混為一談。
最初，「Y2K」這個詞在網路上主要用來指涉一種帶有復古未來主義色彩的藝術風格，特色包括金屬質感、「泡泡物件」設計，以及反光材質的服裝。隨著「Y2K」一詞在2020年代逐漸受到大眾注意，它的涵義也擴展至泛指2000年代的整體時尚潮流；為了區別兩種用法，前者有時會被稱為「Cybercore」。

## 起源
Y2K風格經常與「當下懷舊」（nowstalgia）相比，這是一種因文化快速變遷，使年輕世代對近年的過去產生懷舊情感的現象。2000年代的劇變與911事件、全球反恐戰爭，以及當時科技的迅速發展（例如iPod和iPhone的推出）密切相關。網上社群消費者美學研究所創辦人伊凡・柯林斯（Evan Collins）設立了「Y2K風格研究所」（Y2K Aesthetic Institute），被《Vice》雜誌形容為「Y2K風格最重要的資料來源之一」 。此外，英國的平面設計團體「The Designers Republic」也常被視為推廣 Y2K風格的重要力量。

## 進一步閱讀
- Alexander, Leigh. . The Guardian. 2016-05-19  [2024-09-26].
- Brown, Maria Gemma; Carah, Nicholas; Tan, Xue Ying (Jane); Angus, Daniel; Burgess, Jean. . Convergence. 2024-08-01, 30 (5): 1710–1731. ISSN 1354-8565. doi:10.1177/13548565241270669 .
- Cramer, Florian. . Artnodes. 2024-04-15, (34). doi:10.7238/artnodes.v0i34.424946 .
- Kyung-min, Pyo. . The Korea Times. 2024-05-19  [2024-09-26].
- Yang, Xiaochun. . SHS Web of Conferences (EDP Sciences). 2023, 167: 02003. ISSN 2261-2424. doi:10.1051/shsconf/202316702003 .